# Ленкорань (пароход, 1845)
«Ленкорань» — колёсный пароход Каспийской флотилии Российской империи.

## Описание парохода
Колёсный пароход с железным корпусом. Длина парохода составляла 50,29 метра, ширина — 9,45 метра, а осадка — 3,5 метра. На пароходе была установлена паровая машина мощностью 100 номинальных лошадиных сил и два бортовых гребных колеса, также судно несло парусное вооружение.

## История службы
Колёсный пароход «Ленкорань» заложен в Голландии. В 1844 году в составе отряда из 12 судов под командованием лейтенанта Н. А. Аркаса по внутренним водным путям по маршруту Санкт-Петербург — Нева — Ладожское озеро — Вытегра — Мариинский канал — Ковжа — Белое озеро — Шексна — Волга в разобранном виде был доставлен в Астрахань. В следующем году под надзором капитан-лейтенанта Н. А. Аркаса был собран и после спуска на воду 9 (21) мая 1845 года вошёл в состав Каспийской флотилии России.
Совместно с пароходами и «Кура» и «Тарки» был в числе первых пароходов, открывших пароходство на Каспийском море в 1845 году. Так, например, в течение 1849 года 3 парохода совершили 13 коммерческих рейсов, во время которых перевезли в общей сложности 25 300 пудов товаров. По результатам эксплуатации пароходов в качестве коммерческих судов за пять лет, с 1846 по 1851 год, стоимость их содержания превысила доходы от коммерческих рейсов. Однако после начала эксплуатации морских пароходов существенно увеличились таможенные сборы, в связи с чем общие поступления в казну оказались выше расходов на содержание этих судов.
В 1845 году совершал плавания между Астраханью и Тарки. В 1846 и 1847 годах выходил в плавания в Каспийское море.
С 1848 по 1854 год в качестве почтового парохода совершал плавания между портами Каспийского моря, к дагестанским и персидским берегам, при этом командир парохода 6 (18) декабря 1849 года получил очередное звание, а в 1851 году награждён орденом Святой Анны II степени.
В 1855 году под командованием лейтенанта Н. Т. Ефимова в качестве почтового парохода совершал плавания по портам восточной части Каспийского моря. В кампанию следующего года с тем же командором выходил в плавания в Каспийское море. Лейтенант Ефимов был хорошо знаком с Т. Г. Шевченко, отбывавшим ссылку в Новопетровске, художник часто общался с экипажем парохода и показывал им свои работы. Н. Д. Новицкий статье, опубликованной в журнале «Киевская старина» в марте 1889 года писал:

Один раз, летом, этак около 6 час. утра, с южной стороны моря, появился великолепный и так долго державшийся мираж, изображающий какой-то неизвестный нам город с домами, башнями и проч., что Шевченко успел даже отлично срисовать все это видение. Проходит довольно продолжительное время. Дивимся мы на картину и ума приложить не умеем, что же бы это за город такой мог так живо отразиться в воздухе?! Только приходит в Ново-Петровск пароход «Ленкорань». Шевченко возьми да и покажи свою картину морским офицерам. Представьте же себе наше общее удивление, когда те в один голос воскликнули: «Да это Астрабат!!…»— Н. Д. Н. На Сыр-Дарье у ротного командира // Киевская старина : журнал. — 1889. — Март (т. XXIV). — С. 561—581. (орфография осовременена)
В 1857 году вновь выполнял функции почтового парохода в Каспийском море. В кампанию 1858 года во главе отряда под брейд-вымпелом капитана 1-го ранга В. М. Микрюкова принимал участие в перевозке десантных войск из Астрахани в Петровский порт.
В 1860 году пароход был передан обществу «Кавказ и Меркурий».

## Командиры парохода
Командирами парохода «Ленкорань» в составе Российского императорского флота в разное время служили:
- капитан-лейтенант[комм. 6] А. П. Акулов (1845—1847 годы)[14][15];
- лейтенант, а с 6 (18) декабря 1849 года капитан-лейтенант М. П. Комаровский (1848—1854 годы)[15][16];
- лейтенант, а с 30 августа (11 сентября) 1855 года капитан-лейтенант Н. Т. Ефимов (1855—1856 годы)[11][15];
- капитан-лейтенант К. И. Папаставро (1857 год)[12][15];
- лейтенант, а с 8 (20) сентября 1859 года капитан-лейтенант А. С. Болтин (1858—1859 годы)[комм. 7][10][15][18].

### Комментарии
1. ↑  165 футов.
2. ↑  31 фут.
3. ↑  10 футов.
4. ↑  В состав отряда входили шхуна «Опыт», бот «Ящерица», пароход «Волга», 2 тихвинки с грузом, 2 железные и 2 деревянные баржи и 3 разобранных железных парохода: «Тарки», «Ленкорань» и «Кура»[4].
5. ↑  В 1844—1846 годах они составляли — 69 000 рублей, а в 1847—1849 годах — 121 400 рублей.
6. ↑  Произведён в капитан-лейтенанты 15 (27) апреля 1845 года[14].
7. ↑  По данным «Общего морского списка» Ф. Ф. Веселаго в этот период командовал пароходом «Волга»[17].